# Nostalgia de la luz

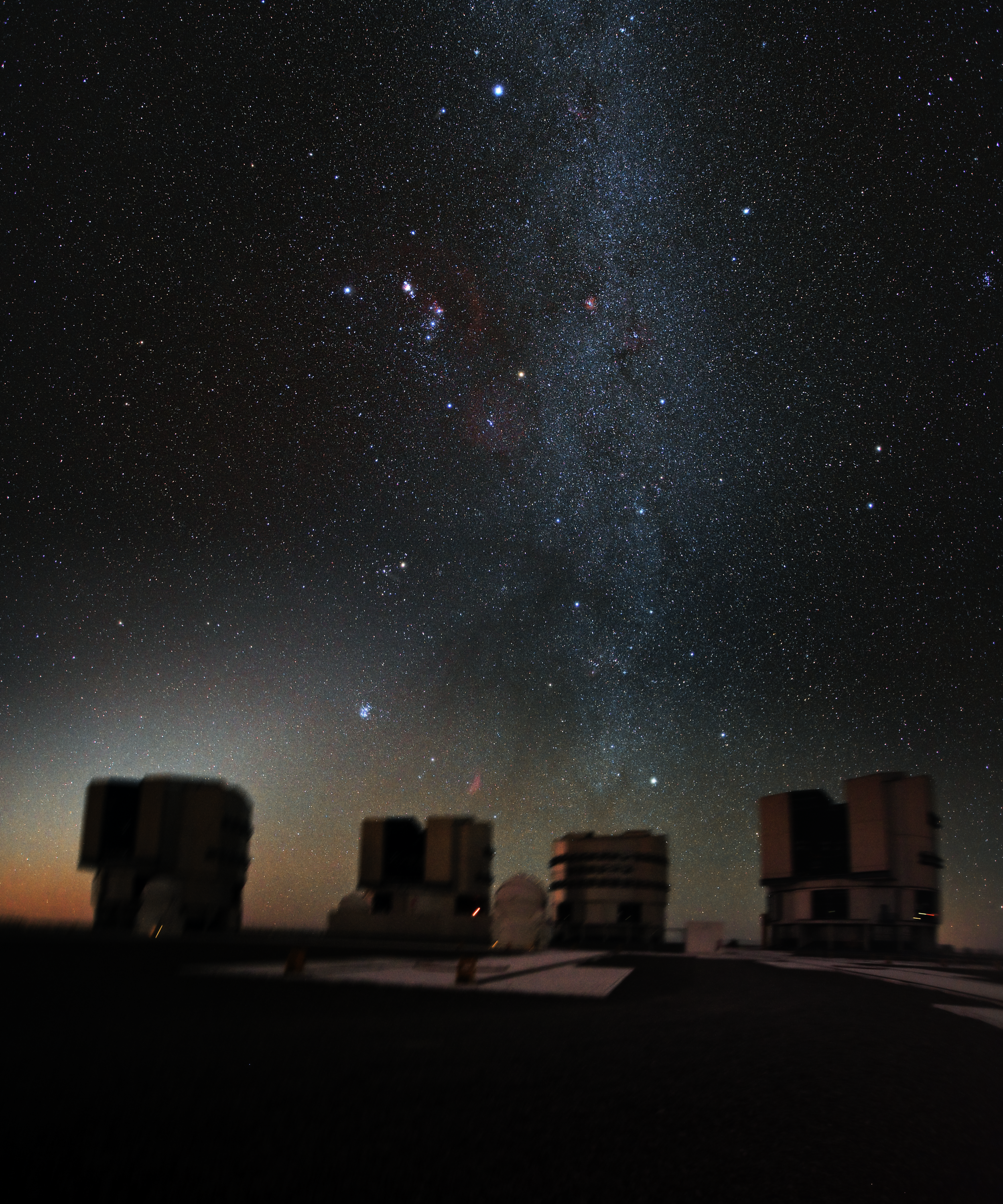
"... Patricio Guzmán nos hace entrar poco a poco en su visión del cosmos, en sus sueños, donde se mezclan pasado, presente y futuro, en sus preguntas sobre la vida y el destino humano. Aquí se cruzan la ciencia, la metafísica y la política".

Nostalgia de la luz es un documental y drama de 2010 dirigido por el afamado documentalista chileno Patricio Guzmán.
El documental describe mediante imágenes y entrevistas el trabajo de los astrónomos en el desierto de Atacama, a tres mil metros de altura, cuyos cielos privilegiados lo han convertido en uno de los mejores observatorios astronómicos del mundo. En contraposición, la sequedad y salinidad del suelo preserva los restos humanos casi intactos, momificando los cadáveres. Mientras los astrónomos buscan la vida extraterrestre, un grupo de mujeres, familiares de detenidos desaparecidos de Chile durante la dictadura militar de Augusto Pinochet, continúa buscando los restos de sus seres queridos.

## Recepción y crítica
“Patricio Guzmán, conocido por sus documentales sobre el Chile de Allende y la dictadura de Pinochet (1973-1988), propone una fascinante meditación sobre la memoria mezclando el tiempo del universo con la historia humana”. . .
Frank Tenaille. César. Octubre 2010.

“Esta tierra de desolación está iluminada por la figura de una joven astrónoma criada por sus abuelos (…). Educada en el espíritu de sus padres ausentes ella se atribuye un defecto de fabricación que sus hijos afortunadamente no tienen. Un nota de esperanza, a la imagen de las estrellas, que mueren para dar nacimiento a otras galaxias. Los cuerpos celestes aspiran los cuerpos terrestres. Es el triunfo de la vida eterna.”
Didier Hemardinquer. L’Est Republicaine. 23 octubre 2010.

### Censura en Chile
En agosto de 2013, el documental fue editado considerablemente en su transmisión televisiva por el canal Televisión Nacional de Chile (TVN), en lo que fue considerado por la prensa independiente como una censura hacia la obra de Guzmán. En respuesta, el documentalista escribió una carta abierta dirigida a Mauro Valdés, director ejecutivo del canal.
En octubre del mismo año, la directora de un colegio de Curacaví volvió a censurar el documental, irrumpiendo durante su exhibición y deteniendo la proyección, con la excusa de que los temas de la dictadura son «cosas que no se pueden tratar en los colegios». Patricio Guzmán denunció lo ocurrido por medio de una carta abierta a la ministra de Educación, Carolina Schmidt.

## Premios
| Año  | Evento                                           | Premio (Categoría)                              | Galardonado                       | Resultado |
| ---- | ------------------------------------------------ | ----------------------------------------------- | --------------------------------- | --------- |
| 2013 | Premios London Critics Circle Film               | Premio ALFS (Documental del Año)                | Guzmán                            | Nominada  |
| 2013 | Premios Emmy de Noticia y Documental             | Emmy (Mejor Documental)                         | Director y equipo productor       | Nominada  |
| 2012 | Premios Cinema Eye Honors                        | Logro Sobresaliente en Película de No Ficción   | Guzmán y Sachse                   | Nominada  |
| 2012 | Premios Cinema Eye Honors                        | Logro Sobresaliente en Dirección                | Guzmán                            | Nominada  |
| 2012 | Premios Cinema Eye Honors                        | Logro Sobresaliente en Producción               | Sachse                            | Nominada  |
| 2012 | Premios Cinema Eye Honors                        | Logro Sobresaliente en Fotografía               | Djian                             | Nominada  |
| 2012 | Premios International Cinephile Society          | 2.º Lugar Premio ICS (Mejor Documental)         | Guzmán                            | Ganadora  |
| 2012 | Premios Toronto Film Critics Association         | Premio TFCA                                     | Guzmán                            | Ganadora  |
| 2012 | Vancouver Film Critics Circle                    | Premio VFCC (Mejor Documental)                  | Guzmán                            | Nominada  |
| 2012 | Premios WGA                                      | Mejor Guion Documental                          | Guzmán                            | Nominada  |
| 2011 | Encuesta de Crítica Indiewire                    | 2.º Lugar Premio ICP (Mejor Documental)         | Guzmán                            | Ganadora  |
| 2011 | International Documentary Association            | Premio IDA (Mejor Realización)                  | Guzmán y Sachse                   | Ganadora  |
| 2011 | Festival Human Rights Watch de San Sebastián     | Premio Amnistía Internacional                   | Guzmán                            | Ganadora  |
| 2011 | Premio Cinéma Tropical de Nueva York             | Mejor Documental                                | Guzmán                            | Ganadora  |
| 2011 | Premio Pedro Sienna de Chile                     | Mejor Documental                                | Guzmán                            | Ganadora  |
| 2011 | Premio Pedro Sienna de Chile                     | Mejor Director                                  | Guzmán                            | Ganadora  |
| 2011 | Premio Pedro Sienna de Chile                     | Mejor Director de Fotografía                    | Guzmán                            | Ganadora  |
| 2011 | Premio Altazor de las Artes Nacionales           | Mejor Director Documental                       | Guzmán                            | Ganadora  |
| 2011 | Festival Internacional de Cine en Guadalajara    | Mejor Documental                                | Guzmán                            | Ganadora  |
| 2011 | Los Angeles Latino International Film Festival   | Premio del Jurado (Mejor Documental)            | Guzmán                            | Ganadora  |
| 2011 | Festival Pariscience                             | Premio Audacia                                  | Guzmán                            | Ganadora  |
| 2011 | Festival Ciencia e Cinema de La Coruña           | Mejor Película                                  | Guzmán                            | Ganadora  |
| 2011 | Festival Internacional de Cine de Miami          | Gran Premio del Jurado (Competición Knight Dox) | Guzmán                            | Ganadora  |
| 2011 | Encuesta Village Voice Film                      | 3.º Lugar Premio VVFP (Mejor Documental)        | Guzmán                            | Ganadora  |
| 2011 | Yamagata International Documentary Film Festival | Premio del Alcalde                              | Guzmán                            | Ganadora  |
| 2011 | Yamagata International Documentary Film Festival | Premio Robert y Frances Flaherty                | Guzmán                            | Nominada  |
| 2011 | Premios Cinema Eye Honors                        | Premio Spotlight                                | Guzmán                            | Nominada  |
| 2010 | Festival de Cine de Abu Dhabi                    | Mejor Documental                                | Guzmán                            | Ganadora  |
| 2010 | Festival de Cannes                               | Selección oficial                               | Guzmán                            | Ganadora  |
| 2010 | Festival de Cannes                               | Mención especial: Premio François Chalais       | Guzmán                            | Ganadora  |
| 2010 | Premios del Cine Europeo                         | Mejor Documental                                | Guzmán                            | Ganadora  |
| 2010 | Sheffield Doc/Fest                               | Mención especial del jurado                     | Guzmán                            | Ganadora  |
| 2010 | Festival Internacional de Cine de Toronto        | 2.º lugar (Premio del público)                  | Guzmán                            | Ganadora  |
| 2010 | Festival de Bruselas                             | Premio Ciné Découverte (Público)                | Guzmán                            | Ganadora  |
| 2010 | Festival de Bruselas                             | Premio Age d'Or                                 | Guzmán                            | Ganadora  |
| 2010 | Festival de Biarritz                             | Premio del Público                              | Guzmán                            | Ganadora  |
| 2010 | Festival de Ronda                                | Mención Especial del Jurado                     | Guzmán                            | Ganadora  |
| 2010 | Festival Internacional de Cine de Santa Bárbara  | Premio Nueva Visión                             | Guzmán                            | Ganadora  |
| 2010 | Festival Internacional de Cine de Santa Bárbara  | Premio Justicia Social                          | Nostalgia de la luz y When I Rise | Ganadora  |
| 2010 | Festival Internacional de Cine de Santa Bárbara  | Premio del Jurado: Mejor Documental             | Guzmán                            | Nominada  |
| 2010 | Festival de Cine de Marsella                     | Sesión inaugural                                | Guzmán                            | No aplica |
| 2010 | Festival de Cine de Leipzig                      | Sesión inaugural                                | Guzmán                            | No aplica |

- Premio de la obra audiovisual del año, Soc. de Autores París (SCAM), 2013
- Premio Amnistía Internacional, Festival de Pesaro, 2013
- Seleccionada entre los 10 documentales de la década (Telegraph Film Critic, USA), 2013
- Seleccionada entre los 20 documentales del siglo (New York Time Magazine), 2013